# Phyllospadix juzepczukii
Phyllospadix juzepczukii är en bandtångsväxtart som beskrevs av Nikolai Nikolaievich Tzvelev. Phyllospadix juzepczukii ingår i släktet Phyllospadix och familjen bandtångsväxter. Inga underarter finns listade.